# Codificação preditiva
Na neurociência, a codificação preditiva (também conhecida como processamento preditivo) é uma teoria da função cerebral que postula que o cérebro está constantemente gerando e atualizando um "modelo mental" do ambiente. De acordo com a teoria, esse modelo mental é usado para prever sinais de entrada dos sentidos que são então comparados com os sinais de entrada reais desses sentidos. A codificação preditiva é membro de um conjunto mais amplo de teorias que seguem a hipótese do cérebro bayesiano.

## Origens
Os ancestrais teóricos da codificação preditiva datam de 1860 com o conceito de inferência inconsciente de Helmholtz. Inferência inconsciente se refere à ideia de que o cérebro humano preenche informações visuais para dar sentido a uma cena. Por exemplo, se algo é relativamente menor que outro objeto no campo visual, o cérebro usa essa informação como uma provável indicação de profundidade, de modo que o observador acaba (e involuntariamente) experimentando profundidade. A compreensão da percepção como a interação entre estímulos sensoriais (de baixo para cima) e conhecimento conceitual (de cima para baixo) continuou a ser estabelecida por Jerome Bruner que, a partir da década de 1940, estudou as maneiras pelas quais necessidades, motivações e expectativas influenciam a percepção, pesquisa que veio a ser conhecida como psicologia New Look ("Novo Olhar"). Em 1981, McClelland e Rumelhart examinaram a interação entre características de processamento (linhas e contornos) que formam letras, que por sua vez formam palavras. Embora as características sugiram a presença de uma palavra, eles descobriram que quando as letras eram colocadas no contexto de uma palavra, as pessoas conseguiam identificá-las mais rapidamente do que quando elas eram colocadas em uma não palavra sem contexto semântico. O modelo de processamento paralelo de McClelland e Rumelhart descreve a percepção como o encontro de elementos de cima para baixo (conceituais) e de baixo para cima (sensoriais).
No final da década de 1990, a ideia de processamento de cima para baixo e de baixo para cima foi traduzida em um modelo computacional de visão por Rao e Ballard. O artigo demonstrou que poderia haver um modelo generativo de uma cena (processamento de cima para baixo), que receberia feedback por meio de sinais de erro (o quanto a entrada visual variou da previsão), o que posteriormente levaria à atualização da previsão. O modelo computacional foi capaz de replicar efeitos de campo receptivo bem estabelecidos, bem como efeitos de campo receptivo extraclássicos menos compreendidos, como o end-stopping.
Em 2004, Rick Grush propôs um modelo de processamento perceptual neural segundo o qual o cérebro gera constantemente previsões baseadas em um modelo generativo (o que Grush chamou de "emulador") e compara essa previsão com a entrada sensorial real. A diferença, ou "resíduo sensorial", seria então usada para atualizar o modelo de modo a produzir uma estimativa mais precisa do domínio percebido. Segundo Grush, os sinais de cima para baixo e de baixo para cima seriam combinados de uma forma sensível ao ruído esperado (também conhecido como incerteza) no sinal de baixo para cima, de modo que, em situações em que o sinal sensorial fosse conhecido por ser menos confiável, a previsão de cima para baixo receberia maior peso, e vice-versa. A estrutura de emulação também se mostrou hierárquica, com emuladores específicos de modalidade fornecendo expectativas de cima para baixo para sinais sensoriais, bem como emuladores de nível superior fornecendo expectativas das causas distais desses sinais. Grush aplicou a teoria à percepção visual, às imagens visuais e motoras, à linguagem e aos fenômenos da teoria da mente.

## Estrutura geral

Esquema conceitual de codificação preditiva com 2 níveis

A codificação preditiva foi desenvolvida inicialmente como um modelo do sistema sensorial, em que o cérebro resolve o problema de modelar causas distais de entrada sensorial por meio de uma versão da inferência bayesiana. Assume-se que o cérebro mantém representações internas ativas das causas distais, o que lhe permite prever as entradas sensoriais. Uma comparação entre previsões e informações sensoriais produz uma medida de diferença (por exemplo, erro de previsão, energia livre ou surpresa) que, se for suficientemente grande além dos níveis de ruído estatístico esperado, fará com que o modelo interno seja atualizado para prever melhor as informações sensoriais no futuro.
Os erros de previsão não só podem ser usados para inferir causas distais, mas também para aprendê-las por meio da plasticidade neural. Aqui a ideia é que as representações aprendidas pelos neurônios corticais refletem as regularidades estatísticas nos dados sensoriais. Essa ideia também está presente em muitas outras teorias de aprendizagem neural, como a codificação esparsa, com a diferença central de que na codificação preditiva não apenas as conexões com entradas sensoriais são aprendidas (ou seja, o campo receptivo), mas também conexões preditivas de cima para baixo de representações de nível superior. Isso torna a codificação preditiva semelhante a alguns outros modelos de aprendizagem hierárquica, como máquinas de Helmholtz e redes de crença profunda, que, no entanto, empregam algoritmos de aprendizagem diferentes. Assim, o uso duplo de erros de previsão para inferência e aprendizagem é uma das características definidoras da codificação preditiva.

### Pesagem de precisão
A precisão da entrada sensorial é sua previsibilidade com base no ruído do sinal e outros fatores. As estimativas de precisão são cruciais para minimizar eficazmente o erro de previsão, pois permitem ponderar as entradas sensoriais e as previsões de acordo com a sua fiabilidade. Por exemplo, o ruído no sinal visual varia entre o amanhecer e o anoitecer, de modo que uma maior confiança condicional é atribuída aos erros de previsão sensorial em plena luz do dia do que ao anoitecer. Abordagens semelhantes são usadas com sucesso em outros algoritmos que realizam inferência bayesiana, por exemplo, para filtragem bayesiana no filtro de Kalman.
Também foi proposto que tal ponderação de erros de previsão em proporção à sua precisão estimada é, em essência, atenção, e que o processo de dedicação de atenção pode ser neurobiologicamente realizado por sistemas de ativação reticular ascendentes (ARAS) otimizando o “ganho” de unidades de erro de previsão. No entanto, também foi argumentado que a ponderação de precisão só pode explicar a "atenção espacial endógena", mas não outras formas de atenção.

### Inferência ativa
O mesmo princípio de minimização de erros de previsão foi usado para fornecer uma explicação do comportamento em que as ações motoras não são comandos, mas previsões proprioceptivas descendentes. Neste esquema de inferência ativa, os arcos reflexos clássicos são coordenados de modo a amostrar seletivamente a entrada sensorial de maneiras que melhor cumpram as previsões, minimizando assim os erros de previsão proprioceptiva. Na verdade, Adams et al. (2013) analisam evidências que sugerem que esta visão da codificação preditiva hierárquica no sistema motor fornece uma estrutura baseada em princípios e neuralmente plausível para explicar a organização agranular do córtex motor. Essa visão sugere que “os sistemas perceptivo e motor não devem ser considerados separados, mas sim como uma única máquina de inferência ativa que tenta prever sua entrada sensorial em todos os domínios: visual, auditivo, somatossensorial, interoceptivo e, no caso do sistema motor, proprioceptivo."

## Teoria neural na codificação preditiva
Grande parte do trabalho inicial que aplicou uma estrutura de codificação preditiva aos mecanismos neurais veio do processamento sensorial, particularmente no córtex visual. Essas teorias pressupõem que a arquitetura cortical pode ser dividida em níveis hierarquicamente empilhados, que correspondem a diferentes regiões corticais. Acredita-se que cada nível abriga (pelo menos) dois tipos de neurônios: "neurônios de previsão", que visam prever as entradas de baixo para cima no nível atual, e "neurônios de erro", que sinalizam a diferença entre entrada e previsão. Acredita-se que esses neurônios sejam principalmente neurônios piramidais superficiais e não superficiais, enquanto os interneurônios desempenham funções diferentes.
Nas regiões corticais, há evidências de que diferentes camadas corticais podem facilitar a integração de projeções de pré-alimentação e retroalimentação entre hierarquias. Portanto, essas camadas corticais foram consideradas centrais no cálculo de previsões e erros de previsão, sendo a unidade básica uma coluna cortical. Uma visão comum é que:
- Neurônios de erro residem nas camadas supragranulares 2 e 3, uma vez que esses neurônios apresentam atividade esparsa e tendem a responder a eventos inesperados
- Neurônios de previsão residem na camada profunda 5, onde muitos neurônios exibem respostas densas
- A ponderação de precisão pode ser implementada por meio de diversos mecanismos, como neuromoduladores ou projeções de longo alcance de outras áreas do cérebro (por exemplo, tálamo)

Entretanto, até agora não há consenso sobre como o cérebro provavelmente implementa a codificação preditiva. Algumas teorias, por exemplo, propõem que as camadas supragranulares contêm não apenas neurônios de erro, mas também neurônios de previsão. Também ainda é debatido por quais mecanismos os neurônios de erro podem calcular o erro de previsão. Como os erros de previsão podem ser negativos e positivos, mas os neurônios biológicos só podem mostrar atividade positiva, são necessários esquemas de codificação de erros mais complexos. Para contornar este problema, teorias mais recentes propuseram que a computação de erros poderia ocorrer em dendritos neurais. Ver também a memória temporal hierárquica do córtex.

## Aplicações da codificação preditiva

### Percepção
A evidência empírica para codificação preditiva é mais robusta para processamento perceptual. Já em 1999, Rao e Ballard propuseram um modelo hierárquico de processamento visual no qual a área cortical visual de ordem superior envia previsões e as conexões de pré-alimentação transportam os erros residuais entre as previsões e as atividades reais de nível inferior. De acordo com este modelo, cada nível na rede do modelo hierárquico (exceto o nível mais baixo, que representa a imagem) tenta prever as respostas no nível imediatamente inferior por meio de conexões de retroalimentação, e o sinal de erro é usado para corrigir a estimativa do sinal de entrada em cada nível simultaneamente. Emberson et al. estabeleceram a modulação de cima para baixo em bebês usando um paradigma de omissão audiovisual multimodal, determinando que até mesmo os cérebros infantis têm expectativas sobre a futura entrada sensorial que é transportada a jusante dos córtices visuais e são capazes de feedback baseado em expectativas. Dados de espectroscopia funcional próxima ao infravermelho (fNIRS) mostraram que o córtex occipital infantil respondeu à omissão visual inesperada (sem entrada de informação visual), mas não à omissão visual esperada. Esses resultados estabelecem que, em um sistema de percepção organizado hierarquicamente, neurônios de ordem superior enviam previsões para neurônios de ordem inferior, que por sua vez enviam de volta o sinal de erro de previsão.

### Interocepção
Existem vários modelos concorrentes para o papel da codificação preditiva na interocepção.
Em 2013, Anil Seth propôs que os nossos estados de sentimentos subjetivos, também conhecidos como emoções, são gerados por modelos preditivos que são ativamente construídos a partir de avaliações interoceptivas causais. Em relação à forma como atribuímos estados internos de outros a causas, Sasha Ondobaka, James Kilner e Karl Friston (2015) propuseram que o princípio da energia livre requer que o cérebro produza uma série contínua de previsões com o objetivo de reduzir a quantidade de erro de previsão que se manifesta como “energia livre”. Esses erros são então usados para modelar informações antecipatórias sobre qual será o estado do mundo exterior e sobre atribuições de causas desse estado do mundo, incluindo a compreensão das causas do comportamento dos outros. Isso é especialmente necessário porque, para criar essas atribuições, nossos sistemas sensoriais multimodais precisam de previsões interoceptivas para se organizarem. Portanto, Ondobaka postula que a codificação preditiva é fundamental para entender os estados internos de outras pessoas.
Em 2015, Lisa Feldman Barrett e W. Kyle Simmons propuseram o modelo de codificação de interocepção preditiva incorporada, uma estrutura que unifica os princípios de inferência ativa bayesiana com uma estrutura fisiológica de conexões corticocorticais. Usando esse modelo, eles postularam que os córtices visceromotores agranulares são responsáveis por gerar previsões sobre a interocepção, definindo assim a experiência da interocepção.
Contrariamente à noção indutiva de que as categorias de emoção são biologicamente distintas, Barrett propôs mais tarde a teoria da emoção construída, que é o relato de que uma categoria de emoção biológica é construída com base numa categoria conceptual— a acumulação de instâncias que partilham um objetivo. Em um modelo de codificação preditiva, Barrett levanta a hipótese de que, na interocepção, nossos cérebros regulam nossos corpos ativando "simulações incorporadas" (representações corporais completas da experiência sensorial) para antecipar o que nossos cérebros preveem que o mundo externo nos lançará sensorialmente e como responderemos a isso com ações. Essas simulações são preservadas se, com base nas previsões do nosso cérebro, elas nos preparam bem para o que realmente ocorre posteriormente no mundo externo, ou elas, e nossas previsões, são ajustadas para compensar seus erros em comparação ao que realmente ocorre no mundo externo e quão bem preparados estávamos para isso. Então, em um processo de tentativa-erro-ajuste, nossos corpos encontram semelhanças em objetivos entre certas simulações antecipatórias bem-sucedidas e as agrupam em categorias conceituais. Toda vez que surge uma nova experiência, nossos cérebros usam esse histórico de tentativa-erro-ajuste para associar a nova experiência a uma das categorias de simulações corrigidas acumuladas com as quais ela compartilha mais semelhanças. Em seguida, eles aplicam a simulação corrigida dessa categoria à nova experiência, na esperança de preparar nossos corpos para o resto da experiência. Caso contrário, a previsão, a simulação e talvez os limites da categoria conceitual serão revisados na esperança de maior precisão na próxima vez, e o processo continua. Barrett levanta a hipótese de que, quando o erro de previsão para uma determinada categoria de simulações para experiências do tipo x é minimizado, o resultado é uma simulação informada por correção que o corpo irá reativar para cada experiência do tipo x, resultando em uma representação totalmente incorporada e informada por correção da experiência sensorial—uma emoção. Nesse sentido, Barrett propõe que construímos nossas emoções porque a estrutura de categorias conceituais que nossos cérebros usam para comparar novas experiências e escolher a simulação sensorial preditiva apropriada para ativar é construída em tempo real.

### Ciência da computação
Com a crescente popularidade da aprendizagem de representação, a teoria também tem sido ativamente buscada e aplicada na aprendizagem de máquina e campos relacionados.

### Desafios
Um dos maiores desafios para testar a codificação preditiva tem sido a imprecisão de como exatamente funciona a minimização do erro de previsão. Em alguns estudos, o aumento do sinal BOLD foi interpretado como sinal de erro, enquanto em outros indica mudanças na representação de entrada. Uma questão crucial que precisa ser abordada é o que constitui exatamente o sinal de erro e como ele é calculado em cada nível de processamento de informações. Outro desafio que foi colocado é a tratabilidade computacional da codificação preditiva. De acordo com Kwisthout e van Rooij, a subcomputação em cada nível da estrutura de codificação preditiva esconde potencialmente um problema computacionalmente intratável, o que equivale a “obstáculos intratáveis” que os modeladores computacionais ainda não superaram.